# Paolo Nuvoli
Paolo Nuvoli (Monteroduni, 1º agosto 1935) è un politico italiano.
Esponente della Democrazia Cristiana, fu consigliere regionale del Molise dalla I legislatura del 1970 fino al 1990. Da maggio 1985 a gennaio 1988 fu presidente della Regione.